# Зорин, Юрий Андреевич
Ю́рий Андре́евич Зо́рин (род. 4 сентября 1947, Туринск, Свердловская область) — советский легкоатлет, специалист по спринту и барьерному бегу. Выступал за сборную СССР по лёгкой атлетике в конце 1960-х — начале 1970-х годов, чемпион Европы в помещении, обладатель серебряной медали Универсиады в Турине, многократный победитель и призёр первенств национального значения, участник летних Олимпийских игр в Мюнхене. Представлял Ленинград и спортивное общество «Буревестник». Мастер спорта СССР международного класса.

## Биография
Юрий Зорин родился 4 сентября 1947 года в городе Туринске Свердловской области. Впоследствии проживал в Нижнем Тагиле, начал заниматься лёгкой атлетикой в спортивном клубе «Уралец» под руководством тренера Сидорова Ярополка Петровича.
По окончании средней школы уехал учиться в Ленинград, проходил подготовку под руководством заслуженного тренера Ярополка Петровича Сидорова. Состоял в добровольном спортивном обществе «Буревестник» (Ленинград). Окончил Ленинградский государственный университет, где учился на экономическом факультете.
Впервые заявил о себе на взрослом всесоюзном уровне в сезоне 1967 года, когда в составе команды Ленинграда выиграл эстафету 4 × 400 метров на чемпионате страны в рамках IV летней Спартакиады народов СССР в Москве.
В 1968 году в той же дисциплине одержал победу на чемпионате СССР в Ленинакане.
В 1969 году вошёл в основной состав советской национальной сборной и добился хороших результатов на нескольких крупных международных турнирах. В частности, получил бронзу и серебро на Европейских легкоатлетических играх в Белграде — в беге на 400 метров и в эстафете 4 × 390 метров соответственно, стал серебряным призёром на чемпионате СССР по эстафетному бегу в Ужгороде, завоевал серебряную медаль в эстафете на чемпионате Европы в Афинах.
В 1970 году на чемпионате Европы в помещении в Вене взял бронзу в беге на 400 метров и победил в эстафете 4 × 400 метров. Также в эстафете был вторым в личном и командном зачётах на Кубке Европы в Стокгольме, выиграл серебряную медаль на Универсиаде в Турине, одержал победу на чемпионате СССР в Минске.
На чемпионате СССР 1972 года в Москве выиграл бронзовую награду в беге на 400 метров с барьерами и победил в эстафете 4 × 400 метров. Благодаря череде удачных выступлений удостоился права защищать честь страны на летних Олимпийских играх в Мюнхене — в программе барьерного бега на 400 метров благополучно вышел в финал, но в решающем забеге с результатом 50,25 финишировал последним восьмым.
После мюнхенской Олимпиады Зорин ещё в течение некоторого времени оставался действующим спортсменом и продолжал принимать участие в различных всесоюзных стартах. Так, в 1974 году он добавил в послужной список золотую медаль, выигранную в эстафете 4 × 400 метров на чемпионате СССР в Москве.
За выдающиеся спортивные достижения удостоен почётного звания «Мастер спорта СССР международного класса».
Работал оператором вычислительного центра НПО «Скороход» (1978, 1979), начальником участка абразивного завода им. Ильича (с 1979 года).